# Palūšė
Palūšė è un villaggio del distretto di Ignalina della contea di Utena, nell'est della Lituania. Secondo un censimento del 2011, la popolazione ammonta a 83 abitanti. Ad ovest del villaggio, si trova il lago Lūšiai. Rientra nel parco nazionale dell'Aukštaitija.
Il villaggio ha dato i natali al cantante e compositore lituano Mikas Petrauskas.
Non è molto distante da Ignalina.

## Descrizione
La chiesa è interamente in legno. La chiesa, dedicata a San Giuseppe, è la più antica chiesa costruita con questo materiale nell’intera Lituania. Il campanile della costruzione era raffigurato sull'ex banconota da 1 litas. Il Ministero dei beni culturali si è messo in moto per valorizzare e proteggere il luogo.
Attorno alla chiesa, si sono recentemente costituiti un centro turistico, negozi di artigianato, una biblioteca. Il turismo è incentivato anche per via della presenza di due tumuli sepolcrali.
Nel villaggio opera un artigiano che realizza prodotti riconosciuti come patrimonio nazionale certificato (Made in Lithuania), Gediminas Šatkauskas. Sui prodotti è contrassegnato il logo del parco nazionale dell’Aukškatija.

## Storia
Menzionata dal 1651 per la prima volta in atti ufficiali, il villaggio si è sviluppato solo nel XX secolo. In epoca sovietica, sono state costruite alcune strutture turistiche che ad oggi sono frequentate dai visitatori.

## Turismo
Sono presenti strutture per riposare, aree per il campeggio e per gite in barca. Le barche sono affittabili durante l'estate, si scia invece in inverno. Altra attività che si può intraprendere è la possibilità di passeggiare tra i diversi sentieri delle foreste per 5 km. Una strada sterrata conduce a Ginučiai, l’altra a Tauragnai e al lago omonimo. C’è l’opportunità di gite a cavallo o su slitta trainata da cavalli in inverno. La stagione estiva è aperta ogni anno con l'evento Palūšės vasara.